# Рекорди природи
«Рекорди природи» (рос. Рекорды природы) — науково-популярна книжка Петра Кравчука.
Книга видана в 1993 році видавництвом «Ерудит» (Любешів) російською мовою тиражем 50 тисяч примірників. У 1994 році у Волинській обласній друкарні було видрукувано додатковий тираж 10 тисяч примірників.
У книзі в невеликих нарисах розповідається про рекорди, створені самою природою. Усе най-най, перше і єдине.
Матеріал систематизований в 11 розділах (Семья Солнца, Голубая планета, Рекордсмены суши, Внутренние воды, Богатства земные, Явления природы, Погода и климат, Мир растений, Мир грибов, Мир животных, Человек).
Автор присвятив книгу своїй мамі — Єфросинії Олексіївні Кравчук.
Спочатку випуск книги був запланований відразу у двох центральних видавництвах колишнього СРСР: «Знание» (Москва) і «Лениздат» (Ленінград). Але з розвалом СРСР, а з ним – і видавничої справи, книга тоді не була видана.

## Книга використовується у школах і університетах
Книга «Рекорди природи» використовується у навчальному процесі як у школах, так і у вищих навчальних закладах.
Так, науково-методичний журнал Міністерства освіти і науки України та Академії педагогічних наук України «Географія та основи економіки в школі» два роки поспіль у 1997 – 1998 роках публікував на допомогу вчителям підбірки матеріалів із цієї книги.
Книга "Рекорди природи" є також у списку рекомендованої літератури у навчально-методичному посібнику Рівненського державного гуманітарного університету Загальне землезнавство: завдання із самостійної роботи. Д.В. Лико, В.О. Мартинюк, Р.І. Савчук, Т.К. Сокол. – Рівне: Редакційно-видавничий відділ Рівненського державного гуманітарного університету, 2013 — С. 25 [Архівовано 1 жовтня 2020 у Wayback Machine.].

## Публікації про книгу
- Михайлова В. О петровцах пишут в книгах.  Газ. «Трибуна металлурга» (Днепропетровск), 9 октября 1993 г., с. 2.
- В. Тинчук. Книга, що захоплює. Газета «Нове життя», 4 грудня 1993 р.
- К. Николаев. Самое – самое. Рецензия на книгу «Рекорды природы». Журнал «Наука и жизнь» (Москва), 1994, № 8, с. 15.
- В. Борзенець. Рекорди Петра Кравчука. Газета «Робітнича газета» (Київ), 22 квітня 1999 р.
- Мазурик Л. Волинський Гіннесс видає рекордні книги.  Газ. «Вісник» (Луцьк), 30 жовтня 2003 р., с. 8, т. 58 000.
- Мир водопадов (научно–популярное издание, сост. проф. П. Бровко [Архівовано 2 квітня 2013 у Wayback Machine.] и др. — Владивосток: Изд-во Дальневост. ун-та, 2005, 184 стр.). — с. 4, 105, 179.

## Публікації матеріалів книги в пресі
- Рекорди природи. Коні. Журнал «Тваринництво України», 1994, № 5, с. 31, т. 10 000 пр.
- Рекорди природи. Коні. Журнал «Тваринництво України», 1994, № 6, с. 31.
- Рекорди природи. Вівці. Журнал «Тваринництво України», 1995, № 2, с. 32, т. 6526.
- Рекорди природи. Сім'я Сонця. Журнал «Географія та основи економіки в школі» (Київ), 1996, № 1, с. 46-48. Це перший номер нового журналу.
- Рекорди природи. Гідросфера. Журнал «Географія та основи економіки в школі», 1996, № 2, с. 46-49.
- Рекорди ланів. Газета «Урядовий кур'єр», 12 жовтня 1996 р., с. 16, т. 164 000 пр.
- Моря і океани. Газета «Урядовий кур'єр», 19 жовтня 1996 р., с. 16.
- Батьки і діти. Газета «Урядовий кур'єр», 26 жовтня 1996 р., с. 16.
- Рекорди природи. Погода і клімат. Журнал «Географія та основи економіки в школі», 1997, № 1, с. 50-51.
- Рекорди природи. Світ рослин. Журнал «Географія та основи економіки в школі», 1997, № 2, с. 52-53.
- Рекорди природи. Природні катастрофи. Журнал «Географія та основи економіки в школі», 1997, № 3, с. 46-48.
- Рекорди природи. Людина. Журнал «Географія та основи економіки в школі», 1997, № 4, с. 51-54, 55.
- У світі дощів. Газета «Урядовий кур'єр», 12 квітня 1997 р., с. 15, т. 164 000 пр.
- Рекорди природи. Світ тварин. Журнал «Географія та основи економіки в школі», 1998, № 1, с. 41-45.
- Рекорди природи. Світ тварин. Журнал «Географія та основи економіки в школі», 1998, № 4, с. 44-45.
- З дощами з неба падають карасі, апельсини, монети, пшениця. Газета «Вісник», 30 квітня 2009 р., с. 13.
- Карасі і раки з неба. Газета «Волинь», 16 липня 2009 р., с. 12, 11.